# Pang Chol-mi
Pang Chol-mi (ur. 26 sierpnia 1994 w Chŏngju) – północnokoreańska pięściarka, mistrzyni świata i Azji, złota i srebrna medalistka igrzysk azjatyckich oraz brązowa medalistka igrzysk olimpijskich.

## Kariera
Boks zaczęła trenować w wieku 12 lat. Pod koniec 2016 roku została włączona do północnokoreańskiej kadry, a w następnym roku została wicemistrzynią Azji w wadze do 51 kg.
W 2018 roku zdobyła srebrny medal igrzysk azjatyckich w wadze do 51 kg. W finale przegrała z Chinką Chang Yuan 2:3. Werdykt sędziów wzbudził kontrowersje. Po walce trener Koreanki wtargnął na ring i odmówił opuszczenia go w proteście przeciwko tendencyjnemu sędziowaniu. Ostatecznie został zmuszony przez policję i ochronę do zejścia z ringu. Inny północnokoreański trener próbował przekonać widownię do wybuczenia decyzji. Sama zawodniczka po otrzymaniu srebrnego medalu, odwróciła się tak, by nie widzieć chińskiej flagi podczas hymnu tego państwa i nie dołączyła do wspólnego zdjęcia z pozostałymi medalistkami. Kilka dni później AIBA wprowadziła prawo do odwołania się od decyzji sędziów. W tym samym roku Pang została mistrzynią świata w tej samej wadze.
W październiku 2019 roku zdobyła brązowy medal mistrzostw świata w Ułan Ude, przegrywając w półfinale z Rosjanką Liliją Ajetbajewą.
W 2023 roku przeniosła się do wyższej kategorii wagowej (do 54 kg), w której zdobyła złoty medal igrzysk azjatyckich. Rok później została brązową medalistką igrzysk olimpijskich w tej samej kategorii.
Jest również mistrzynią Korei Północnej w wadze do 48 kg z 2015 i 2016 roku.